# Государственный цирк Удмуртии
Государственный цирк Удмуртии расположен в Ижевске на Красноармейской улице в Первомайском районе города.

## История

Первый стационарный цирк Коларт в Ижевске

Первые цирковые представления в Ижевске издавна давали на площадях бродячие цирковые труппы: факиры, силачи, скоморохи с медведями и др. В конце XIX века для них начали строить временные дощатые балаганы, а в 1895 году был построен первый стационарный цирк возле Мучного базара (угол современных улиц Бородина и Горького). Здание цирка было построено Александром Гавриловичем Коромысловым и простояло более двух десятилетий до начала Гражданской войны.
В 1926 году было открыто новое здание цирка рядом с Сенной площадью, куда была перемещена торговля. Новый стационарный цирк назывался «Коларт» и был рассчитан на полторы тысячи зрителей. Цирк отапливался дровами, а освещался керосиновыми лампами.
К 1939 году здание цирка пришло в ветхость, поэтому было решено на его месте построить новый каменный цирк. Проект здания за авторством архитектора П. М. Попова базировался на проекте Санкт-Петербургского цирка Гаэтано Чинизелли. Здание ижевского цирка отличалось от оригинала большей высотой купола (до 20 м), а также дополнительным портиком, на котором были барельефы акробатки и укротителя зверей. Это был первое здание цирка в стране без внутренних опор купола. К строительству цирка были привлечены также немцы, попавшие в плен в годы Великой Отечественной войны. Новый цирк был рассчитан уже на 1800 человек, а его открытие состоялось 29 ноября 1943 года. Его первыми зрителями стали находившиеся на излечении в Ижевске солдаты.
К 1990 году и это здание цирка пришло в негодность. 14 января 1990 года цирк был закрыт на реконструкцию, но экспертиза показала, что ремонтные работы обойдутся в ту же сумму, что и постройка нового здания. Спустя почти десятилетие, 29 декабря 1999 года, старый цирк был снесён, на что потребовалось 54 кг тротила, а 17 января 2000 года на его месте началось строительство нового циркового комплекса, автором проекта которого выступил московский архитектор Михаил Веснин. Открытие цирка состоялось 1 сентября 2003 года, а его первыми зрителями стали первоклассники, которых с Днём Знаний поздравил президент Удмуртской Республики А. А. Волков. Новый цирковой комплекс рассчитан на 1749 мест и оборудован самым современным световым и акустическим оборудованием.
За долгую историю удмуртского цирка в нём выступали многие известные артисты: Ирина Бугримова, Карандаш, Юрий Дуров, Тереза Дурова, Виктор Тихонов, Мстислав Запашный и др.

## Деятельность
Ижевский цирк регулярно даёт представления для зрителей всех возрастов, в нём также проводятся республиканские мероприятия. Каждое открытие циркового сезона в сентябре традиционно начинается с представления для первоклассников, а с 2006 г. в цирке действует детская студия циркового искусства. Здесь с 2008 года под патронажем главы Удмуртии проводятся Международные фестивали циркового искусства, в которых принимают участие российские и иностранные артисты, а в состав жюри входят известные деятели мирового циркового искусства.

## Галерея

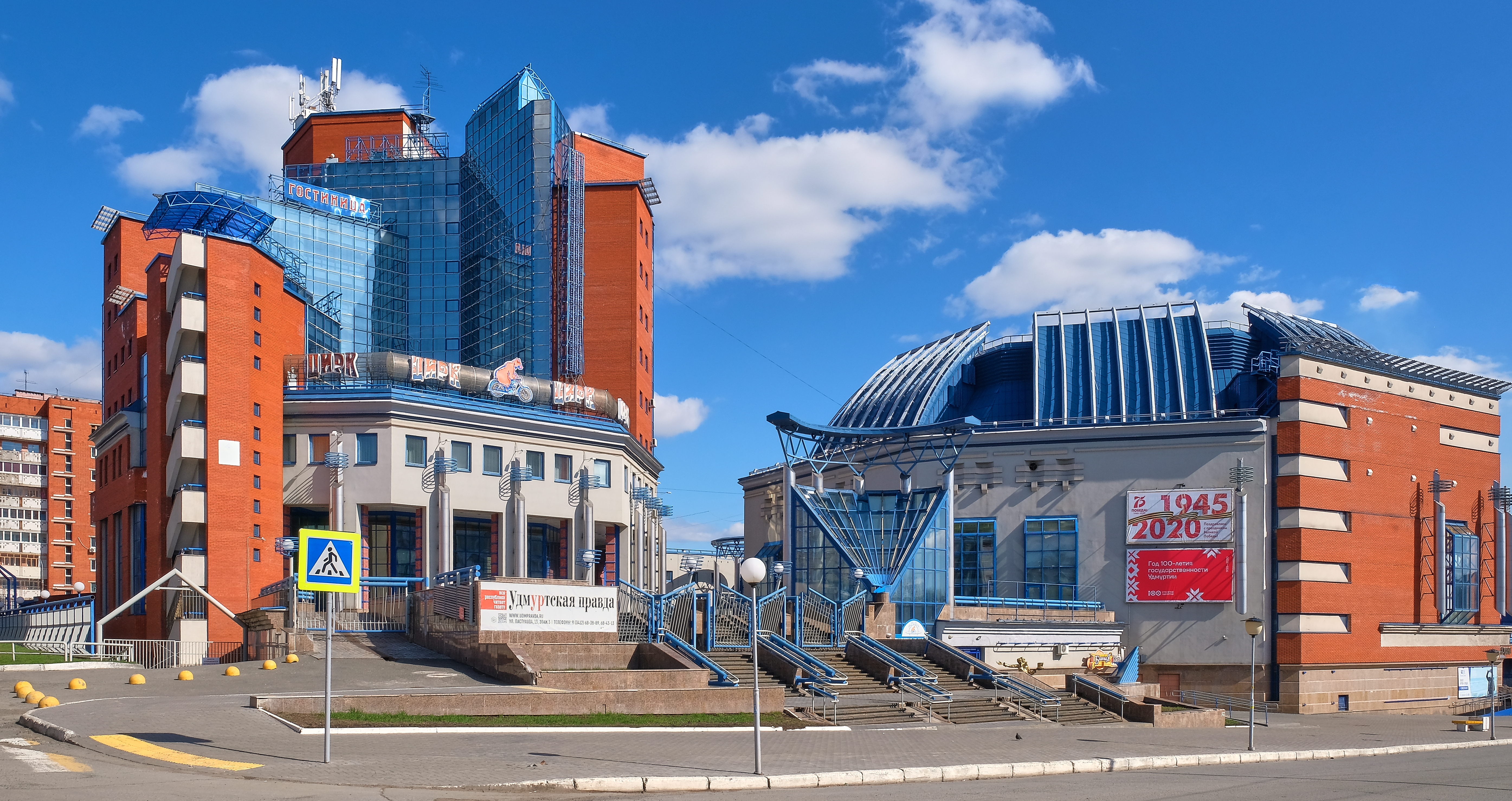
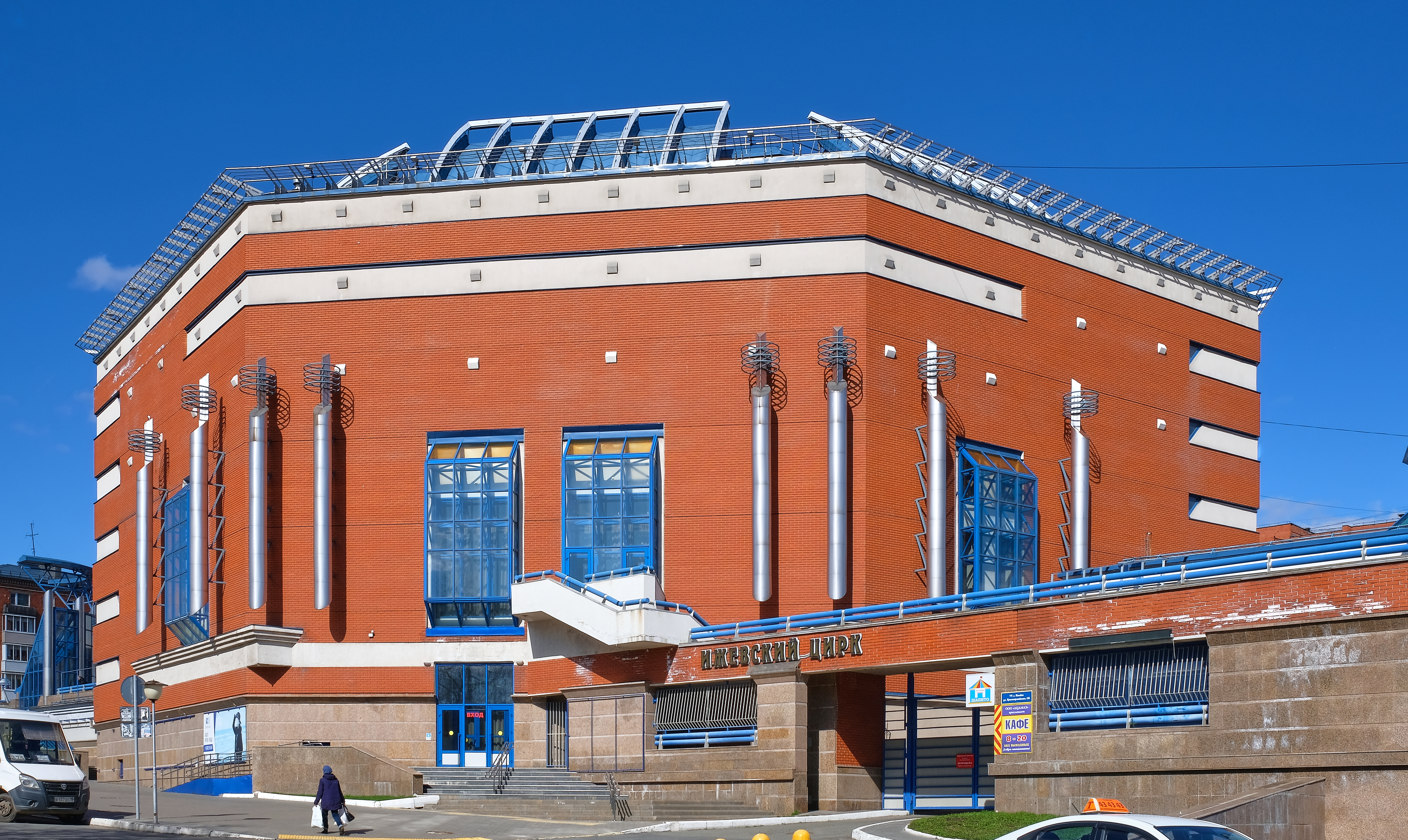
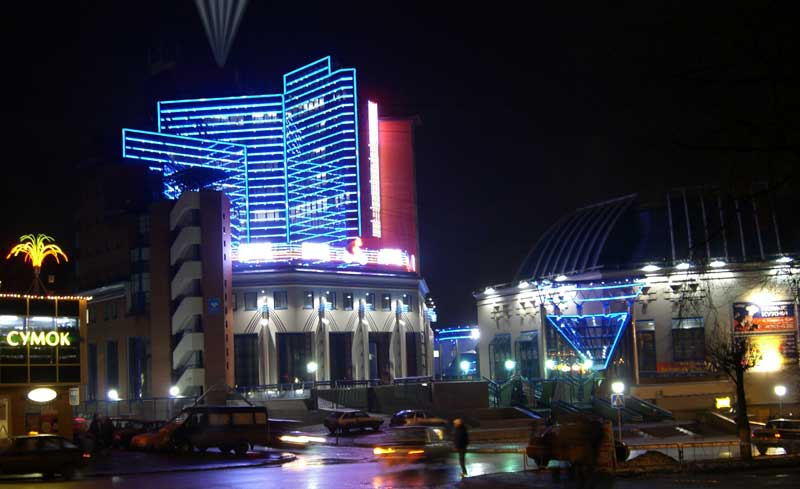
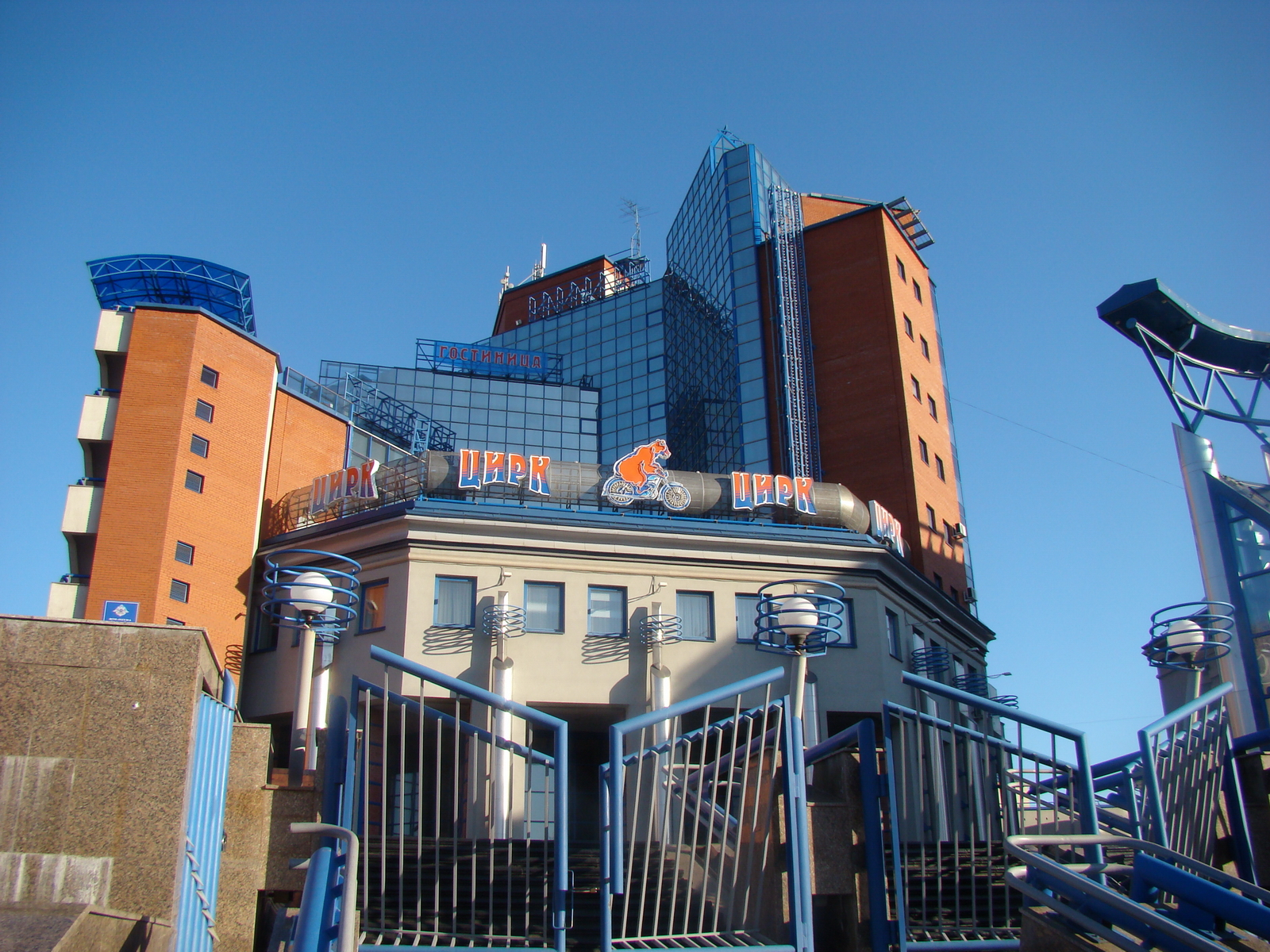